# Saint-Claud

Saint-Claud este o comună în departamentul Charente, Franța. În 1 ianuarie 2022 avea o populație de 1.033 de locuitori.